# Teatro João Caetano (São Paulo)
Teatro Popular João Caetano é um teatro localizado na Vila Clementino, na zona sul da cidade brasileira de São Paulo. 
Foi projetado pelo arquiteto Roberto Tibau, utilizando o mesmo modelo aplicado ao Teatro Arthur Azevedo e o Teatro Paulo Eiró. No hall de entrada, conta com uma pintura mural criada pelo muralista Clovis Graciano.
O Teatro João Caetano foi inaugurado em 25 de dezembro de 1952, servindo de palco para diversas escolas da região, cultos religiosos e atividades da Escola de Arte Dramática. Fundador da primeira companhia de atores nacionais, João Caetano (1808-1863) foi um importante encenador brasileiro, sendo que seu nome é utilizado em diversos estabelecimentos culturais pelo Brasil.
O teatro possui 432 lugares, tendo a área do palco com 96 m2 e o fosso da orquestra com 50 m2. Está localizado na rua Borges Lagoa, 650 - Vila Clementino, próximo à Estação Hospital São Paulo.

## Crítica
Em 28 de setembro de 2014, foi publicado na Folha de S.Paulo o resultado da avaliação feita pela equipe do jornal ao visitar os sessenta maiores teatros da cidade de São Paulo. O local foi premiado com três estrelas, uma nota "regular", com o consenso: "Pertence à Prefeitura de São Paulo e, atualmente, é palco de apresentações diversas —como shows, espetáculos de dança e peças infantis, algumas gratuitas. O local não possui bonbonnière, e o hall de espera é pequeno, mas o interior da sala é espaçoso. A visibilidade do palco, o espaçamento entre as poltronas e o conforto são regulares."